# Pokusa (film 2012)
Pokusa (ang. The Paperboy) – amerykański thriller z 2012 roku w reżyserii Lee Danielsa. Wyprodukowany przez Millenium Films.
Światowa premiera filmu miała miejsce 24 maja 2012 roku podczas 65. Międzynarodowego Festiwalu Filmowego w Cannes. W Polsce premiera filmu odbyła się 4 stycznia 2013 roku.

## Opis fabuły
Akcja filmu rozgrywa się w Stanach Zjednoczonych w latach 60. XX wieku. Dziennikarz śledczy Ward Jansen (Matthew McConaughey) i jego współpracownik, Yardley Acheman (David Oyelowo) badają kontrowersyjną sprawę skazanego na śmierć Hillary'ego Van Wettera (John Cusack), który został rzekomo wrobiony w morderstwo lokalnego szeryfa. Reporterzy liczą, że sensacyjna historia, o której wcześniej przypadkiem, usłyszeli od swoich informatorów, przyniesie im sławę i pieniądze. W śledztwie uczestniczą też młodszy brat Warda, Jack (Zac Efron) i fascynująca się brutalnym więźniem prostytutka Charlotte (Nicole Kidman). Wkrótce grupa odkrywa długo skrywane tajemnice sennego miasteczka.

## Obsada
- Matthew McConaughey jako Ward Jansen
- Zac Efron jako Jack Jansen
- John Cusack jako Hillary Van Wetter
- Nicole Kidman jako Charlotte Bless
- Macy Gray jako Anita / Narrator
- Scott Glenn jako W.W. Jansen
- David Oyelowo jako Yardley Acheman
- Nikolette Noel jako Nancy
- Ned Bellamy jako Tyree van Wetter